# Concino Concini
Concino Concini, 1. markýz d'Ancre (23. listopadu 1569 Florencie – 24. dubna 1617 Paříž), byl italský  politik, dobrodruh a oblíbenec francouzské královny Marie Medicejské.

## Život
Roku 1601 se oženil s Leonorou Dori, soukojenkou Marie Medicejské, díky které později získal titul markýze a maršála d'Ancre. Začal Marii upozorňovat na hrozící nebezpečí v podobě kardinála Richelieu. V roce 1617 nechal Concina Conciniho zatknout zámeckou stráží Charles d'Albert. Když volal o pomoc a kladl stráži odpor, byl na mostu vedoucím do Louvru zastřelen.
Podle Andrého Mauroise (Dějiny Francie) ale nebyl tím, kdo zabil Conciniho Charles d'Albert Luynes. Tajný rozkaz k zatčení Conciniho s tichým souhlasem jej zabít, bude-li se bránit, vydal šestnáctiletý, pomazaný, avšak stále ještě nevládnoucí král Ludvík XIII. kapitánu své gardy Vitrymu – a Concini se při zatýkání bránil. Zabitím Conciniho byla matka krále Marie Medicejská zbavena hlavní opory svého nelegitimního regentství, a to byl také hlavní důvod Conciniho odstranění.